# Lärm
I Lärm (tedesco per rumore) sono stati un gruppo musicale hardcore/thrashcore olandese, formatosi nel 1981, inizialmente con il nome «Total Chaoz».
Il gruppo è stato fondamentale per lo sviluppo del power violence, insieme a band come gli Heresy e i Siege, ed è talvolta annoverato tra i pionieri del grindcore. Tuttavia il gruppo si definiva di genere extreme noise, pur non avendo nulla a che fare con il noise rock o il noise.
I Lärm si differenziavano dalla maggior parte delle band del loro genere poiché erano straight edge, cosa decisamente non comune nelle scene crust punk e grindcore. 
Alcuni componenti suonarono poi nei Seein Red, band tuttora in attività.
Dal 2003 i Lärm suonano un concerto all'anno. I Seein' Red hanno registrato nuovamente alcune tracce della band con il nome Lärm As Fuck.

## Formazione
- Menno - voce
- Dorien - voce
- Pa - chitarra
- Jos - basso
- Olav - batteria

## Discografia

### Album in studio
- 1984 - Campaign for Musical Destruction, (Eenheidsfront Records)
- 1986 - No One Can Be That Dumb
- 1986 - Straight on View, (One Step Ahead Records)
- 1987 - Nothing Is Hard in This World if You Dare to Scale the Heights, (Definite Choice Records)
- 1991 - End The Warzone (7")
- 2003 - Never Too Old For Pogo

Apparizioni in compilation
- 1985 - Babylon: Bleibt Fahren
- 1986 - Orange Flag Spoon Fed - Don't Wave At Us
- 1986 - Publikaties
- 1993 - Cerebral Statik Vol.1
- 2005 - Off Target